# 聖彌額爾主教座堂 (維斯普雷姆)

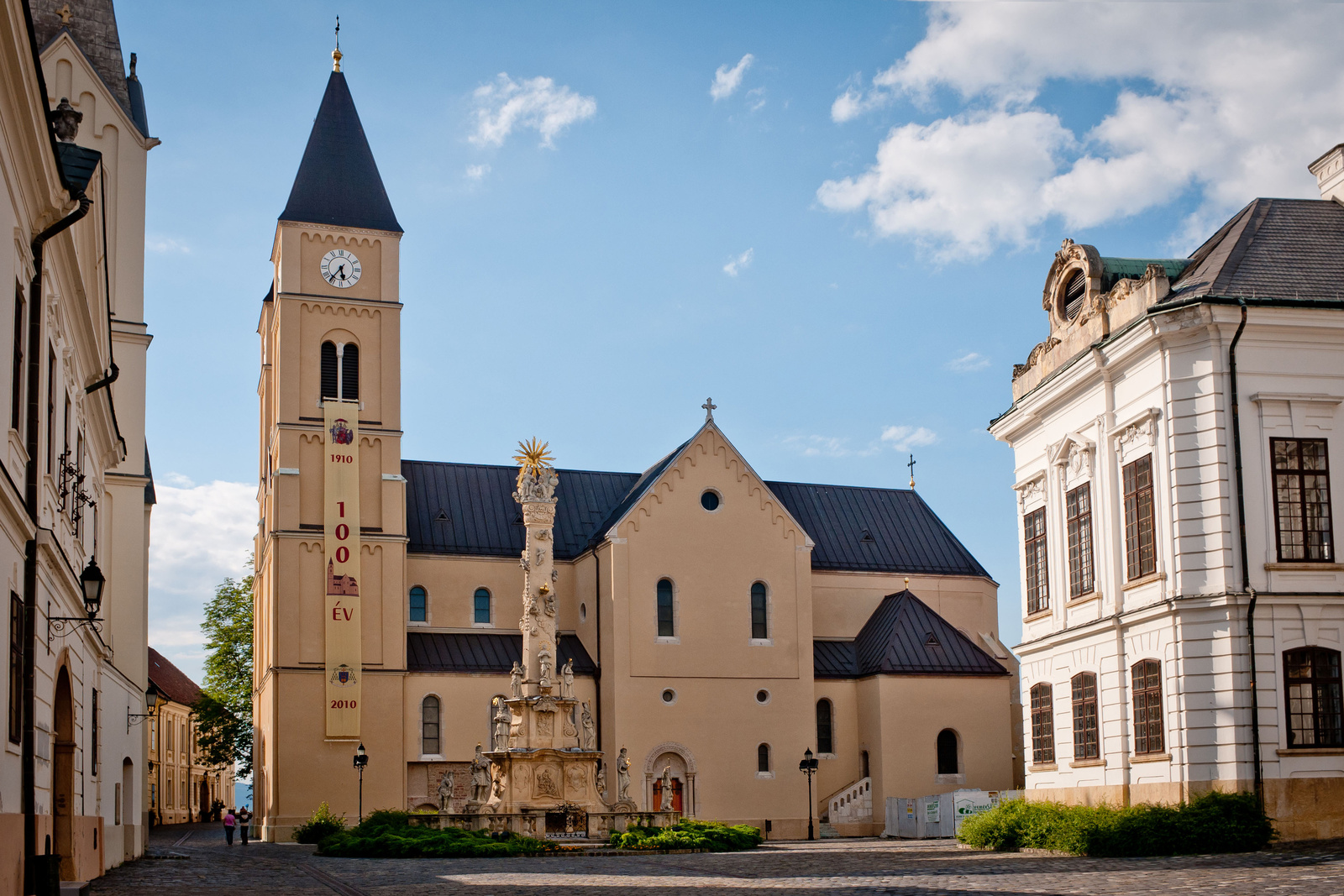
聖彌額爾主教座堂

聖彌額爾主教座堂又稱維斯普雷姆主教座堂，是匈牙利城市維斯普雷姆的一座羅馬天主教的主教座堂。考古發現證明這裡在1001年之前就已經有一座教堂。1991年，教宗若望保祿二世將這座教堂升格為次級宗座聖殿。